# Gördelsvansödla
Cordylus tropidosternum är en ödleart som beskrevs av  Cope 1869. Cordylus tropidosternum ingår i släktet Cordylus och familjen gördelsvansar. Inga underarter finns listade i Catalogue of Life.